# خودروی رؤیایی
خودروی رؤیایی (مجاری: Meseautó) یک فیلم در ژانر کمدی به کارگردانی بیلا گال است که در سال ۱۹۳۴ منتشر شد. از بازیگران آن می‌توان به کلاری تولنای، لی‌لی برکی و شاندور پتش اشاره کرد. در سال ۱۹۳۵ فیلمی بریتانیایی بر پایهٔ همین فیلم ساخته شد.